# خیسلا مورالس
خیسلا مورالس (به انگلیسی: Gisela Morales) (زادهٔ ۱۷ دسامبر ۱۹۸۷) شناگر اهل گواتمالا است.